# استیو پارک
استیون پارک (انگلیسی: Stephen Park؛ زادهٔ ۱۹۵۱ میلادی) کمدین، صداپیشه و بازیگر اهل ایالات متحده آمریکا است. وی از سال ۱۹۷۹ میلادی تاکنون مشغول فعالیت بوده‌است.
از فیلم‌هایی که وی در آن نقش داشته است، می‌توان به فارگو، کار درست را بکن، قمارباز، گروهبان بیلکو، دان وردین و برف‌شکن اشاره کرد.